# The Story of Woo Viet
The Story of Woo Viet is een Hongkongse film uit 1981. De film duurt 92 minuten en heeft als onderwerp de Vietnamese bootvluchtelingen. Het hoort in de categorie "politiek drama". De film werd geregisseerd door Ann Hui. Acteur Chow Yun-Fat speelde de persoon Woo Viet. De assistent-regisseur was Stanley Kwan en de actiechoreograaf was Ching Siu-tung.
Deze film was een van de eerste politieke drama's die in Hongkong werden gemaakt. Het verhaal liet de kijkers zien hoe slecht de situatie was voor Vietnamese asielzoekers in Hongkong. Ze hadden nog geen vaste toekomst, vanwege het nationaliteitenprobleem.
In Amerika kwam de film uit onder de titel God of Killers.

## Rolverdeling
| Acteur       | Personage   |
| ------------ | ----------- |
| Chow Yun-fat | Wu Yuet     |
| Cora Miao    | Li Lap-quan |
| Lo Lieh      | Sarm        |
| Cherie Chung | Shum Ching  |
| Dave Brodett | Migual      |